# رود أودوم
رود أودوم (23 سبتمبر 1991 في الولايات المتحدة - ) (بالإنجليزية: Roderick Odom)‏ هو لاعب كرة سلة أمريكي في مركز هجوم قوي الجسم. لعب مع K.A.O.D. B.C. ‏.

## وصلات خارجية
- رود أودوم على موقع كرة السلة الأوروبية.كوم (الإنجليزية)
- رود أودوم على موقع كلية كرة السلة في سبورتس رفرنس.كوم (الإنجليزية)
- رود أودوم على موقع ريلجم (الإنجليزية)
- رود أودوم على موقع بروبوليرز (الإنجليزية)
- رود أودوم على موقع سبورتس رفرنس (الإنجليزية)